# Ansauvillers
Ansauvillers település Franciaországban, Oise megyében. Lakosainak száma 1140 fő (2022. január 1.). Ansauvillers Bonvillers, Campremy, Catillon-Fumechon, Chepoix, Gannes, Mory-Montcrux, Quinquempoix és Wavignies községekkel határos.

## Népesség
A település népességének változása:
| Lakosok száma | 1229 | 1211 | 1228 | 1197 | 1191 | 1208 | 1185 | 1163 | 1140 |
|               | 2013 | 2015 | 2016 | 2017 | 2018 | 2019 | 2020 | 2021 | 2022 |